# Plaça de les Monges
La plaça de les Monges és una plaça ubicada a la ciutat de la Seu d'Urgell. a l'antic pati del col·legi de les Monges. Hi tenen lloc diferents actes al llarg de l'any: actes de la festa major per exemple. El 2011 s'hi va col·locar un monument commemoratiu de la Ciutat Gegantera 2011. Els Indignats de la comarca es van concentrar en aquesta plaça. Al fons de la plaça es troba l'edifici de Les Monges, que dona nom a la plaça.

## Referèndum de l'1 d'octubre
L'1 d'octubre de l'any 2017 es va celebrar el Referèndum de l'1 d'octubre al Centre Cultural les Monges. A la ciutat de la Seu d'Urgell es van habilitar un total de cinc centres de votació, però en acabar el dia l'únic que continuava obert era aquest. Els altres van tancar anticipadament hores abans, després que hi hagués alertes per una possible intervenció de la Guàrdia Civil. La decisió fou la de desviar tota la ciutat a aquest punt, les Monges.
Posteriorment s'hi va col·locar un memorial.

### Reivindicació municipal pel canvi de nom
Des de poc després del referèndum bona part de la ciutat va reivindicar el canvi de nom de la plaça. Així. doncs, volien que la plaça de les Monges és digués Plaça 1 d'octubre. Tot i que a l'Ajuntament hi ha una àmplia majoria republicana que dona suport a la mesura, a hores d'ara, encara no s'ha canviat de nom. Cal assenyalar que ERC va demanar reiteradament el canvi de nom. però el govern municipal de CiU (PDeCAT), liderat per Albert Batalla (Alcalde de la Seu 2015-2019) hi va posar inconvenients.